# حمو الطالب
حمو الطالب أو سيدي حمو كوتفنوت، سيدي حمو الطالب (1706 - 1789) كان من أشهر الشعراء وفيلسوف الأمازيغ في منطقة سوس في المغرب الأقصى.

## حياته

### طفولته
مولد و موطن شاعر سيدي حمو طالب في منطقة و قبيلة تفنوت فرقة ازكروز في دوار (قرية صغيرة) تاغكَوالت بجماعة اهل تفنوت سابقا (حاليا تم تقسيم جماعة اهل تفنوت الى تلات جماعات و دوار تاغكَوالت تنتمي الى جماعة اكيدي) قرب من جبل تبقال في اطلس كبير.
تعرف تفنوت عند قبائل سوس ب "راس الواد" لي هذا نجد في بعض تسميات عند المجتمع سوسي ينادونه ب سيدي حمو الراسلوادي او باسم قبيلته سيدي حمو كَوتفنوت و الذي يبين ان سيدي حمو طالب لا ينتمي الى منطقة سوس او اطلس صغير.
أما بالنسبة لتاريخ ميلاده فقد اعتمد الباحث عمر أمرير على عدّة معطيات ليرجعه إلى حوالي سنة 1706. بينما اكتفى المختار السوسي بتحديد تاريخ ميلاده في القرنين السابع عشر والثامن عشر.

### دراسته
التحق سيدي حمو الطالب منذ صغره بإحدى المدارس العتيقة بسوس ليتخرج منها كفقيه. ثم تحول إلى شاعر متجول يشارك في قرض الشعر في المناسبات عبر قبائل الأطلس الصغير وسهل سوس.

### لقاءه بالشيخ الحسين الشرحبيلي
كان الشيخ حسين الشرحبيلي وهو أحد فقهاء المغرب الأقصى في النصف الأول من القرن الثاني عشر (18 م). تشير الروايات أن حمو الطالب كان تلميذا له في «تامكَوت» بقرية أولوز. لما اشتهر الشيخ قام بجولة عبر سوس فبنى المدارس حيث تتلمذ على يده الكثير من أبناء المنطقة. وكان موجوداً في درعة في رمضان سنة 1132 الموافق ل 1720 وفي شوال من نفس السنة في قرية أغلال، وفي سنة 1134 الموافق ل 1721 بفاس، وفي سنة 1139 الموافق ل 1726 شيد زاويته في قرية «أمان ملّونين» فتقاطر عليه الناس لزيارته سنة 1141 الموافق ل 1728. والتقى حمو الطالب بالشيخ قبل سنة 1142 هجري والتي توفي فيها الشيخ.
يبدو أنه بعد لقاء سيدي حمو الطالب بالشيخ حسين الشرحبيلي خلال تلك الجولة تتلمذه على يديه، ظهر نبغه في نظم الشعر الأمازيغي في مسجد يسمى مسجد سيدي حمو أو «تيمزكَيدانْ سيدي حمو» بقرية أولوز.

### عصره
عاصر سيدي حمو الطالب فترة مليئة بالإضطرابات السياسية والثورات خاصة في منطقة سوس أواخر حكم المولى إسماعيل وما صاحبها من ثورات انفصالية.
تصادف فترة الاضطرابات التي قال عنها المختار السوسي: 'ولاريب أن ما بين 1139 و 1169 كان مولاي عبد الله بن إسماعيل الذي عرفناه بالانحلال والتمزق وكثرة الثوار خصوصاً من سوس حيث ثار (بوتكَلاّ) و (الكاوي) و (الكَرسيفي).
عاصر أيضاً فترة سيدي محمد بن عبد الله وهي فترة وإن اتسمت بنوع من الإستقرار فإن المنطقة أصبحت ضعيفة اقتصاديا بإغلاق ميناء أكادير وتدهور مكانة إقليم سوس. وستنعكس هذه الأحداث التي عاصرها على شعره الذي تغلب عليه الحكمة والنظرة التشاؤمية.

## أعماله
ترك ثروة شعرية ساهمت في التراث الشعبي بسوس وساعد الباحث في الأدب والتاريخ لمعرفة جوانب المجتمع سوسي خلال القرن الثاني عشر (18 م). كما أشار المختار السوسي إلى حمو الطالب في بعض مؤلفاته قائلا: "هذا شاعر سوس كان فقيها بالعلوم العربية ثم فتح له في الشعر بالشلحة فقال كثيرا ونسبوا إليه الكثير، ودفن في مشهد مولاي إبراهيم في "كيك" وعاش في النصف الأخير من القرن الثاني عشر إلى أوائل ما بعدها وهو من جهة قبيلة أوناين.
يتردد اسم حمو الطالب في التراث الأدبي الشعبي في سوس فقلما تجد شاعراً أمازيغيا من المنطقة لا يستشهد بقول سيدي حَمّو، أثناء الإنشاد، ومازال الشعراء يستهلون قصائدهم بقولة: «ءِرْحمْك أسيدي حمو ءينّا ءِيكلّين» أو يرحمك الله يا سيدي حمّو، قال المسكين.

## وفاته
كانت وفاة سيدي حمو الطالب حوالي عام 1789 وتم دفنه في مولاي إبراهيم.

## وصلات خارجية
- كتاب للباحث عمر أمرير عن الشعر الأمازيغي المنسوب إلى سيدي حمو الطالب